# Indent (Unix)
indent là một tiện ích Unix có thể chuyển đổi các kiểu sắp chữ trong văn bản mã C và C++ sang một kiểu sắp và phong cách viết mã do người dùng định nghĩa. Cần có kinh nghiệm khi làm việc với C++.

## Sử dụng
Giao diện dòng lệnh:
```
indent -st -bap -bli0 -i4 -l79 -ncs -npcs -npsl -fca -lc79 -fc1 -ts4 SomeFile.c
```

indents SomeFile.c sẽ tạo ra một bản mã có kiểu BSD/Allman cùng nội dung và ghi ra thiết bị đầu ra chuẩn.

## GNU indent
GNU indent là phiên bản Dự án GNU của indent. Trong đó kiểu mặc định là kiểu GNU.

## GUI
- UniversalIndentGUI